# サタオビ
『サタオビ』は、2015年10月3日から2017年4月1日までラジオ大阪で放送されていた音楽情報番組である。

## 放送時間
- 土曜日 9:05 - 10:30

## 出演者
- パーソナリティ：たつを
- アシスタント：藤原茉央

## タイムテーブル
- 9:05 オープニング
- 9:16 ペーパーノイズ〜朝刊ネタ紹介コーナー〜
- 9:42 天気予報・ラジオ大阪交通情報
- 9:45 ちょっこと防災
- 10:00 サタオAサタオB
- 10:08 なにわの法律相談もしもし相馬達雄です
- 10:25 エンディング